# Эглит, Август Петрович
Август Петрович Эглит (1896 — 1966) — народный комиссар внутренних дел Латвийской ССР, генерал-майор (1945).

## Биография
Член ВКП(б), депутат Верховного Совета СССР 2-го созыва. С июля 1937 до марта 1941 являлся заместителем начальника милиции Саратова. Потом до июля 1940 заместитель начальника железнодорожной милиции на Горьковской железной дороге, затем с августа 1940 до июля 1941 начальник железнодорожной милиции на Латвийской железной дороге, потом до февраля 1943 снова заместитель начальника железнодорожной милиции на Горьковской железной дороге. С февраля 1943 до 24 марта 1944 начальник участка железнодорожной милиции на Амурской железной дороге. С 24 марта 1944 до 17 января 1951 народный комиссар, затем министр внутренних дел Латвийской ССР. С 23 февраля 1951 на пенсии.

### Звания
- 25.07.1937, капитан милиции;
- 11.02.1943, подполковник милиции;
- 30.04.1943, полковник милиции;
- 03.04.1944, комиссар государственной безопасности;
- 09.07.1945, генерал-майор.[3]

### Награды
- Орден Красного Знамени, 24 августа 1949;[4]
- Орден Отечественной войны 1-й степени, 31 мая 1946.[5]
- Медали.